# Protomyces gravidus
Protomyces gravidus  (лат.) — вид грибов из семейства Протомициевые (Protomycetaceae), паразит череды (Bidens).
Вызывает образование галлов размерами до 1 см на стеблях, реже на черешках и листьях . Галлы обычно расположены вдоль жилок.
Аскогенные клетки гриба (см. Протомициевые#Морфология) шаровидной, эллипсоидной или многогранной формы, размерами 30—55×27—40 мкм, оболочка толщиной 3—5 мкм.
Protomyces gravidus описан в США (штат Нью-Йорк) на череде поникшей (Bidens cernua), встречается также в Финляндии на том же виде.